# Wallende Born
De Wallende Born (in de Volksmond der Brubbel genoemd) is een koudwatergeiser in het dorp Wallenborn in de Vulkaneifel die ongeveer elke 35 minuten spuit. Totdat de Wallende Born werd uitgeboord was het een Mofette. De geiser is ontstaan doordat de Wallende Born in een smalle buis werd uitgeboord.

## De erupties
De erupties van de Wallende Born vinden ongeveer elke 35 minuten plaats. In het begin van de eruptie stijgt het water uit de bron snel en ontsnapt het CO2-gas snel. Een eruptie duurt ongeveer 5 minuten waarbij twee fasen kunnen worden onderscheiden. De eerste fase duurt maar kort: tien tot twintig seconden. Tijdens deze fase wordt het water met kracht omhoog gestuwd tot een waterzuil van wel vier meter hoogte. In de tweede fase blijft het water ongeveer vijf minuten nabrubbelen en het ziet er dan uit alsof het kookt, wat echter niet het geval is. Na ongeveer vijf minuten loopt het water terug naar de bron en blijft de bron ongeveer dertig minuten in rust. De heftigheid van de erupties wisselt. 
In 1933 werd de toenmalige mofette uitgeboord ten behoeve van de productie van mineraalwater. Op een diepte van bijna 40 meter deed zich een eruptie voor waarbij een mengsel van water, kooldioxide en zand werd uitgeworpen. Het boorgat is toen tot op een diepte van 40 meter afgewerkt. Door het agressieve water en de erupties verviel de bron echter sterk. In 1975 is de Wallende Born aan de bovenzijde gerestaureerd. In 1983 werd de bron afgewerkt met basaltblokken om verdere erosie tegen te gaan. Gedurende deze periode vonden erupties plaats met een interval van 55 minuten waarbij het water ongeveer 20 minuten brubbelde. Er was echter geen sprake van een fontein van enkele meters hoog zoals tegenwoordig. In 2001 werd de Wallender Born herbouwd in de huidige toestand. Bij deze herbouw werd de schacht van de bron smaller gemaakt waardoor de geiser spectaculair werd. De interval van de erupties verkleinde zich tot 35 minuten, waarbij de eruptie start met een waterzuil van drie tot vier meter.

## Ontstaan van de koudwatergeiser
De aanwezigheid van de Wallende Born hangt samen met het vulkanisme van de Eifel. Alhoewel het vulkanisme in de Eifel in een relatief rustige fase is, bevinden zich in de ondergrond van de Eifel nog magmakamers met hoge temperaturen. De laatste grote uitbarstingen in de Eifel vonden ongeveer 9.500 jaar geleden plaats. De magmakamers geven kooldioxide (CO2) af aan het bovenliggende gesteente. Dit gas stijgt door het gesteente naar boven en vermengt zich met het koude grondwater. Wanneer dit gas zich ophoopt in het grondwater kan het in de vorm van een bron vrijkomen (mofette). Doordat de Wallende Born een uitgeboorde schacht heeft, ontstaat een effect dat vergelijkbaar is met het schudden van een colafles. Als de dop eraf gaat, perst de cola door de smalle flessenhals naar buiten. Dit effect doet zich ook voor bij de Wallende Born en wordt versterkt doordat de bron is uitgeboord.